# 施鈺萱
施鈺萱（日语：シュアン，1992年1月25日—）出生于台灣新竹，現為台灣女藝人、Youtuber、演員及中日翻譯主持人。曾為日本女子偶像團體『スルースキルズ(Through Skills)』第一期成員，為該團體唯一的台灣成員。

## 来歴
施鈺萱從小熱愛唱歌跳舞，大學進入台灣台北世新大學就讀，在學期間參與多數學生電影。2012年，作為交換學生赴日本東京留學，期間參加了藝人田村淳的私人節目 《淳の休日》及推特偶像徵選。2013年，施鈺萱以「スルースキルズ(Through Skills)」第一期成員身份正式出道，進行現場演出。期間亦參與多部日劇與綜藝節目。

## 日本活動

### Through Skills(炮灰系女孩)
請參考スルースキルズ

### 影視演出
- 2015 NHK日劇 美女與男子
- 2015 日本電影「異邦警察」
- 2016  富士電視台「キテレツ人生！」節目
- 2016 日劇人中之龍
- 2017  TBS日劇天才婦科醫2
- 2018 WOWOW日劇被偷走的臉

### 綜藝演出
- 2015~2017 吉本興業CS電視台「KAWAIIAN TV」隔周禮拜一21:00～22:30

偶像團體「炮灰系女孩」塊狀節目2年
- 2018 東京電視台「ありえへん世界(不可思議世界)」再現日劇 美女警官
- 2019 東京電視台「ありえへん世界(不可思議世界)」再現日劇 台灣美女
- 2019 東京電視台「自慢したい人がいます～拝啓 ひねくれ3様～(我有想炫耀的朋友)」出演

### 電視廣告
- 2015年 1月31日(首播)－　Through Skills Apaman Shop 電視CM　東京電視台「ハックツベリー」内

### 廣播節目
- 2013年 FM調布　栗山夢衣の初體驗廣播節目「非常不安(調布)。」毎月第四個星期天23:00-24:00　中文講座塊狀單元
- 2015年 1月11日　調布FM「Through Skills塊狀節目」。

### 配音
- 2015 SEGA遊戲 女主角配音
- 2016 台灣民視旅遊節目-秋田.大分 配音

### 網路節目
- BILIBIRINGO 擔任翻譯主持 (乃木坂46 松村沙友理主持)
  - 2018/10/20 翻譯主持(來賓：乃木坂46 中田花奈)
  - 2018/11/26 翻譯主持(來賓：乃木坂46 佐佐木琴子)
  - 2018/12/20 翻譯主持(來賓：乃木坂46 秋元真夏)
  - 2019/02/26 翻譯主持(來賓：乃木坂46 寺田蘭世)
  - 2019/04/23 翻譯主持(來賓：乃木坂46 4期生 賀喜遙香、早川聖來、田村真佑)

### 舞台劇
- 2017 日本舞台劇「大人的成長日記」

### 新聞、雑誌
- 2015年
  - WAttention Tokyo+ (Taiwan) vol 12 中文版JR西日本 x Wattation旅游雜誌 封面+內頁[3]
  - The JR East Railway Dicovery Tour[4]

- 2018年
  - WAttention西武鐵道 x Wattation旅游雜誌 封面+內頁

## 台灣活動

### 電視節目
- 2009年 台灣の電視劇《桃花小妹》
- 2010年 台灣の電視劇《萌學園I, II, III》之聖戰再起
- 2010年 台灣の電視劇《數到第365天》
- 2011年 綜藝節目《校園Superman》
- 2014年 綜藝節目《大學生了沒》[5]
- 2017年 綜藝節目 WTO姐妹會影片演出
- 2018年 台灣東森綜合台x長野《北阿爾卑斯山的禮讚》外景主持人

### 紀錄片
- 2014年 世新大學畢業製作《泡泡日本夢》紀錄片導演兼出演（導演作品）[6]
- 2015年 第7屆沖繩國際電影節入選上映

### 主持活動
- 2018-2019年
  - LisAni！LIVE TAIWAN動漫演唱會 翻譯主持人
    - 2018/12/15(六)、16(日)＠台灣大學體育館
    - 2019/10/19(六)、20(日)＠台北國際會議廳（TICC）

## 中國大陸活動

### 主持
- 2019 
  - Sony Expo@深圳 乃木坂46 Talk Show 翻譯主持
  - bilibili world @廣州 乃木坂46 Talk Show 翻譯主持
  - BICAF北京國際動漫展　乃木坂46 Talk Show 翻譯主持

## 脚注
1. ↑  . 提姆网. 2020-02-09  [2025-05-08]. （原始内容存档于2020-03-29） （中文（繁體））.
2. ↑  .   [2020-05-11]. （原始内容存档于2021-03-02）.
3. ↑  .   [2020-05-11]. （原始内容存档于2016-08-10）.
4. ↑  YouTube上的
5. ↑  YouTube上的

## 外部网站
- Hsuan 施鈺萱的Facebook專頁
- 施鈺萱的Instagram帳戶
- 施鈺萱的X（前Twitter）（2013年1月19日 - ）
- 施鈺萱的新浪微博
- YouTube上的施鈺萱頻道
- 施鈺萱的哔哩哔哩个人空间
- 施鈺萱的TikTok
- 施钰萱的抖音账号
- Template:Ameba ブログ（2014年4月23日 - ）
- スルースキルズ官方網站
- 「淳の休日」官方網站 （页面存档备份，存于）